# Savigny (Vosges)
Savigny és un municipi francès, situat al departament dels Vosges i a la regió del Gran Est. L'any 2007 tenia 190 habitants.

## Demografia

### Població
El 2007 la població de fet de Savigny era de 190 persones. Hi havia 80 famílies, de les quals 16 eren unipersonals (8 homes vivint sols i 8 dones vivint soles), 36 parelles sense fills, 20 parelles amb fills i 8 famílies monoparentals amb fills.
La població ha evolucionat segons el següent gràfic:
Habitants censats

### Habitatges
El 2007 hi havia 87 habitatges, 80 eren l'habitatge principal de la família, 3 eren segones residències i 4 estaven desocupats. 84 eren cases i 2 eren apartaments. Dels 80 habitatges principals, 71 estaven ocupats pels seus propietaris, 7 estaven llogats i ocupats pels llogaters i 2 estaven cedits a títol gratuït; 2 tenien una cambra, 1 en tenia dues, 7 en tenien tres, 21 en tenien quatre i 49 en tenien cinc o més. 51 habitatges disposaven pel capbaix d'una plaça de pàrquing. A 39 habitatges hi havia un automòbil i a 29 n'hi havia dos o més.

### Piràmide de població
La piràmide de població per edats i sexe el 2009 era:
| Homes | Edats   | Dones |
| ----- | ------- | ----- |
| 0     | 95 o +  | 0     |
| 0     | 90 a 94 | 0     |
| 0     | 85 a 89 | 0     |
| 8     | 80 a 84 | 0     |
| 4     | 75 a 79 | 12    |
| 8     | 70 a 74 | 4     |
| 8     | 65 a 69 | 0     |
| 4     | 60 a 64 | 4     |
| 0     | 55 a 59 | 4     |
| 8     | 50 a 54 | 0     |
| 4     | 45 a 49 | 8     |
| 16    | 40 a 44 | 12    |
| 8     | 35 a 39 | 20    |
| 4     | 30 a 34 | 4     |
| 0     | 25 a 29 | 0     |
| 0     | 20 a 24 | 4     |
| 16    | 15 a 19 | 4     |
| 12    | 10 a 14 | 24    |
| 0     | 5 a 9   | 12    |
| 4     | 0 a 4   | 0     |

## Economia
El 2007 la població en edat de treballar era de 107 persones, 90 eren actives i 17 eren inactives. De les 90 persones actives 84 estaven ocupades (43 homes i 41 dones) i 6 estaven aturades (6 dones i 6 dones). De les 17 persones inactives 4 estaven jubilades, 8 estaven estudiant i 5 estaven classificades com a «altres inactius».

### Ingressos
El 2009 a Savigny hi havia 81 unitats fiscals que integraven 197 persones, la mediana anual d'ingressos fiscals per persona era de 18.728 €.

### Activitats econòmiques
Dels 7 establiments que hi havia el 2007, 1 era d'una empresa alimentària, 1 d'una empresa de fabricació d'altres productes industrials, 3 d'empreses de construcció, 1 d'una empresa immobiliària i 1 d'una empresa de serveis.
Dels 4 establiments de servei als particulars que hi havia el 2009, 1 era un taller de reparació d'automòbils i de material agrícola, 2 guixaires pintors i 1 fusteria.
L'any 2000 a Savigny hi havia 11 explotacions agrícoles que ocupaven un total de 540 hectàrees.

## Equipaments sanitaris i escolars
El 2009 hi havia una escola elemental integrada dins d'un grup escolar amb les comunes properes formant una escola dispersa.

## Poblacions més properes
El següent diagrama mostra les poblacions més properes.